# 各国核能政策
各国核能政策，介绍全球各地關於核能使用的能源政策，通常包括能源利用的調控和與核燃料循環標準。核電是透過從礦石提取核燃料並進行發電、豐富和儲存、和核燃料再处理。
根据国际原子能机构的报告，截至2021年6月，全球范围内共有443所核电厂在33个国家运行，另有52所正在建造中。與此同時，在未來的10至15年間，至少有100座較舊的核反應堆與更小的核反應堆將“極有可能被關閉”。
在2011年日本福岛第一核电站事故後，使用核電的國家都提高核能安全標準，加強安全維護，並檢討本國的核能政策。其中德國、瑞士、比利時等三國在2011年宣布，將在經過11年至23年不等的緩衝期後廢除核電。

## 美洲

### 美国
美國為全世界最大的核能發電國，共有104部機組100.6百萬瓩產生近20%的全國電力。因三哩島事件美國自從1977年以後，就沒有新的興建機組訂單；然而，在2002年，美國能源部啟動「核電2010計畫」，主要為藉由共同承擔財務及法規風險，以興建新設計電廠。在2005年，美國政府通過「能源政策法」，主要內容為強化能源自主，減少對外國石油的依賴；並主張核能是能源自主的重要一環，認同核能是安全及乾淨的能源。提出美國應該恢復建造新的核能電廠，制訂「風險保證及發電稅的減稅措施」，以支援新建核能電廠。此外，2005年的法案亦授權撥付12.5億美元在進步型高溫同步產氫反應器之研究發展。由於這些及其他的結果，在2020年時，將會有實質的核能容量加入。另外，提出全球核能夥伴計畫，編列2.5億美元預算，其目標為與具有先進核能和平利用計畫的法、日、俄等國合作，開發新反應器及核子燃料循環的技術。

### 加拿大
加拿大有18部機組共12.6百萬瓩容量，2007年提供全國16%電力；政府仍繼續支持核能為選項，並發展先進加拿大重水天然鈾反應器(CANDU)設計。核能被視為重要的及未來能源需求之可見得到的來源，它亦被認為是「加拿大清潔空氣策略」之一重要文件。新建核計畫正由公家與私人公司考量中， Ontario及Bruce公司均已向加拿大核安委員會(Canadian Nuclear Safety Commission,CNSC)分別提出，在Darlington與Bruce廠址新建機組之申請。

### 巴西
巴西有2部機組共1.8百萬瓩容量，提供全國2.8%電力；第一部為美國提供的压水反应堆（PWR）。1975年，巴西政府曾提出一全面自主核能技術之政策，且與德國簽定一合作協議，將在15年內供應8部1,300百萬瓦機組；然而，因資金不足干擾了前二部巴西-德國反應器之興建，直到1995年，第一部才開始興建，並在2000年開始運轉；另一部則只部分興建。2006年，政府宣佈繼續完成該機組，並於2015年開始，在單一廠址內增建4部1,000百萬瓦機組，故到2030年，該國之核能容量將增加為8百萬瓩。

## 歐洲

### 英国
英國有19部運轉中機組共10.2百萬瓩容量，在2007年發電為全國的15%；該比例由於機組退役，在近年來從約25%逐年下降。除了1部外，其餘將在2023年前關閉；此外，約有全國3%的電力是由法國的核電所供應。在2006年，政府開始進行國家的能源政策評估，結論為建議替換核能電廠，以符合能源安全及抑低二氧化碳排放。政府已澄清任何新電廠將給予融資，並由私人部門興建；政府已說清楚需要新建核能電廠，但還是希望由市場機制來決定興建的範圍及速率。

### 法國
法國有59部機組共63.3百萬瓩容量，為全世界第二大核能發電國，僅次於美國；惟其核能發電佔比(2007年為77%)為全世界第一。法國從70年代為一淨能源進口國，迄今法國已成為世界最大的淨電力輸出國。因此電力為法國第四大輸出項目，每年可賺30億歐元。法國電力公司(EDF)將其總發電量的15%出口至鄰近各國，成為世界第一的電力出口國。法國在經濟合作開發組織的30個加盟國家中，為第四大能源消耗國，但法國每人的二氧化碳排放量卻是第24名，主要是大部分電力來源為核能發電之故；同時核能發電也在法國自給能源規劃中扮演重要角色，使其能源自給率高達50%。核能年發電量自1990年起歷經14年，成長了43%。法國認為核能為重要的能源供應安全之基礎。法國2005年通過的能源法，除明確宣示積極持續支持再生能源發展外，亦指出為提供穩定的生產電力及減少溫室氣體排放量，法國能源政策法仍維持核能的選擇架構。

### 德国
在過去，德國運轉的17部核能機組共20.5百萬瓩容量，提供約25%的電力；德國核能發電工業於1970年至1989年間蓬勃發展，然而受到1989年車諾比事件及少數政黨聯盟執政之強硬反核思想，於2001年由德國政府與其主要電力公司達成協議，決定逐步關閉全國的19個核電機組，平均一部核電廠壽命為32年。在福島核災前，德國總理梅克爾支持核能，因此曾經於基民盟內部會議上表示：逐步淘汰核能的決定是錯誤的，德國在八大工業國中已被孤立於核能議題之外，尤其義大利和英國政府修正政策後，更公開支持核能，梅克爾更於結論中指出一定要再重新討論核能發電的議題。2011年3月日本福島核災之後，德国的17个运行的反应堆中的8个已经被永久关闭，剩餘的六座核電廠也將陸續退場，預計於2022 年底全數關閉。

### 瑞士
瑞士共有5部核能機組在運轉共3.2百萬瓩容量，核能佔總發電量40% 。 瑞士1957年通過有關核能憲法條文，1969年第一部核能機組開始商業運轉，至1984年共計完成5部核能機組，提供約40%電力需求；然而瑞士1990年公投通過10年停建核能電廠，後又於1998年通過至2014年廢除核能電廠。然而2000年瑞士的二氧化碳規定又重起核電的重要性，遂於2003年通過反對放棄核能電廠。瑞士政府並於2007年宣布新的能源政策，其中包括新建核能機組以提供作為基載電力，依據World Nuclear Association(WNA)最新資料顯示，目前瑞士已提出計畫興建3部核能機組，容量約為4百萬瓩。
2011 年 5 月瑞士政府決定放棄建造新的反應爐，而原本的 5 座將陸續服役到 2034 年為止。
2016年11月27日，瑞士對於是否提前讓五座核電廠於二○二九年完全除役的提案舉行公投，法新社報導，根據最後結果，54.2%選民拒絕這項綠黨倡導的加快除役計畫。如果公投通過加快廢核倡議，米勒貝格（Muehleberg）以及貝茲諾一號和二號（Beznau I and II）核子反應爐將於2017年關閉，接著是戈斯根（Goesgen）核反應爐在2024年除役，萊布施塔特（Leibstadt）核反應爐在2029年除役。公投未通過代表瑞士政府將維持2050年核電廠除役、完全廢核的目標。

### 瑞典
瑞典有10部機組共9.0百萬瓩容量，供應全國約一半的電力。在三哩島事故後，瑞典議會禁止進一步擴張核能，並朝著如果有新能源可以替代核能，將於2010年開始進行各電廠的除役。2部600百萬瓦機組依序於1999、2005年關閉；然而，由於來自商會之壓力，剩餘的機組將可運轉40年，並在2012-2025年間關閉。在民意調查中，2004年4月有77%的瑞典民眾認為抑制溫室氣體排放是環境保護的首要議題，有80%的人認為應該繼續甚至增加核能發電。2005年3月的民意調查中，這個選項的支持者已經增加到83%，且瑞典是唯一一個課徵核能稅的國家（1度電約0.67歐元）。2008年5月瑞典首相發表：「邁向2020的無油國家宣言」，其中亦表示核能發電在瑞典已視為減碳且低成本的能源選項之一 。

### 俄羅斯
俄羅斯聯邦的電力需求急遽上升，有31部機組核能裝置容量達21.7百萬瓩，其中幾座是為社區提供暖氣。核電容量為10%，但發電量則隨著電廠績效改善而增加，容量因子由1998年的56%，提升為2007年的75%。2007年，核能發電供應全國16%電力。目前有7部機組興建中，總容量有4.7百萬瓩(含2部小型32百萬瓦的浮載式機組)。在2006年，國有業主Rosenergoatom宣佈，在2020年核能發電佔比(總容量為44百萬瓩)目標為23%。在2007年，政府核准一個至2020年的興建計畫，設想為自2009年開始每年新建1部機組，自2012年起每年新建2部機組，自2015年起每年新建3部機組，自2016年起每年新建4部機組；則至2020年，核能發電將產生3,530億度電，為2004年2.5倍。

## 亞洲

### 日本
日本為第四大核能發電國，僅次於美、法與瑞士。目前有55部機組共47.6百萬瓦容量，提供全國30%的電力，若扣除核能發電，電力自主率僅約4% 。日本2006年公布國家能源新戰略及核能立國計畫大綱，明述主要目標在於實現全球能源永續發展及確保日本能源供應安全，相關核能具體內容包括：(1)提高現有輕水式反應器的運轉效率，建議提高核能發電佔全國總發電量比例30%甚至40%以上；(2)投資新建、擴建和改建核能電廠；(3)2006年起建造第2座放射性廢棄物處置廠；(4)將快中子滋生反應器示範建造、試運轉日期提前至2025年；(5)積極參加美國主導的全球核能夥伴計畫(GNEP)。而日本社團法人原子力產業會議（JAIF）更預估，2050年核能發電將佔全國的60%且於2008年10月16日發表「2100年核能願景─對低碳社會的建言」，係利用其累積研究開發成果的技術，以及目前致力於實用化研究開發的技術，評估到2100年時，對石化燃料的依存度可從現在的85%降低到30%，同時二氧化碳的排放量也可降低到現在的10%。則推算2100年核能所占發電量比率為核分裂爐53%（其中輕水爐18%、快滋生式反應爐35%）、核融合爐14%，合計67%。

### 
目前韓國運轉中的核能機組有20部，總裝置容量約17.7百萬瓩，核能發電比例為38.6%，另有4部機組正興建中，規劃興建的機組亦有4部。南韓於2008年進行每隔五年的國家能源基本計畫檢討，依據其在首爾舉辦的2030年國家能源基本計畫第二次聽證會，目標將石油依賴度降低10~33%，除提高能源使用效率及提升再生能源普及率外，並計劃將核能發電裝置容量從目前的26%提升至41%，至2030年將新建11部核能機組。在2000年定版的國家第五長期電力發展計畫下，2016年以前，8部機組將會興建；其中6部機組(6.5百萬瓦總容量)正興建中，而其餘2部(2.8百萬瓦)則規劃中。預估核能發電量將從2007年的1,370億度電增加為2020年的2,250億度電。

### 中華民國
中華民國目前共有零部核能机组运作中，兩部机组兴建中,核能電廠的裝置容量為5.1百萬瓦瓩，核能發電比例為0%。
政府於2000年以「非核家園」為主軸推行能源政策，當時並以「環境基本法」第23條條文：「政府應訂定計畫，逐步達成非核家園目標；並應加強核能安全管制、輻射防護、放射性物料管理及環境輻射偵測，確保民眾生活避免輻射危害」，明確限制核能的發展，電力基載能源轉向碳排放高的煤及天然氣。經濟部能源局公布的2007年進口能源依存度已達99.38%，其中石油依存度達49.68%且近乎全部仰賴進口。
在2008年12月份的台電購發電量結構當中，火力發電佔發電量55.6%，核能發電僅佔發電量13.3%，再生能源則約佔1.2%。台灣的人口約佔世界人口0.3%，但溫室氣體排放量在2006年約為265百萬噸，卻佔有全球排放約1%；故二氧化碳人均排放量高居世界前幾名，其中能源部門佔二氧化碳排放約62%；台灣的每單位發電量的二氧化碳排放值為630公克，相較於鄰近日本的約為430公克，南韓約為420公克，高出其約50%。因此台灣政府於2008年6月訂定「永續能源政策綱領」，其中提到「促進能源多元化，提高低碳能源比重，並將核能作為無碳能源的選項；發電系統中低碳能源佔比由40%增加至2025年的55%以上」，並擬定二氧化碳減量目標為「於2016至2020年回到2008年排放量，並於2025年回到2000年排放量」。另於同年8月通過「能源安全策略報告」，規劃逐年將自產再生能源及準自產核能佔總供給的比例，由2007年的9%大幅提高至2025年的18%。
最後一部機組為第三核能發電廠的二號機，在2025年5月17日除役。

### 中华人民共和国
中华人民共和国自從1994年，第一座電廠運轉後，就積極推動其核能計畫
截至2019年6月30日，中国大陆投入商业运行的核电机组共运行的核电机组共47台，总运行装机容量48.7百萬瓩。2019年上半年中国大陸运行核电机组累计发电量1600.14亿千瓦时，约占全国累计发电量的4.75%,容量因子 80%。

### 印度
印度約自1970年開始，即把核能發展視為保障國家能源自主的重要能源政策，曾規劃在2020年將核能裝置容量提升至20百萬瓩，達核能發電佔全國總發電量比例25%之目標，但计划推进不顺；目前在印度共有二十余部核能機組，此外興建中的数部核能機組亦開始試運轉。核能發電於2007年，由其總3.8百萬瓩容量，供應了全國2.5%的電力。印度短缺石化燃料，故至2050年核能發電預期將有25%的貢獻。

## 非洲

### 南非
南非有豐富的煤蘊藏量，但位於其東北；大量電力需求在鄰近開普敦及德班的海岸區。為避免無效率的長途煤或電力傳輸，在80年於鄰近開普敦的Koeberg興建核電廠，該廠為2部法國設計的900百萬瓦級PWR。由國營的Eskom所擁有及運轉。核能則於2007年供應全國電力的5.5%。政府對於未來之核電有強烈的期待，在2007年，Eskom董事會核准到2025年將興建核電廠達20百萬瓩容量的可行性評估；並先以4百萬瓩的PWR開始，第一部於2016年運轉。目標為在2025年時，南非之電力有25%由核電供應。南非核能公司預期以一初期24部壓重水式核反應爐搭配12部大型新的壓水反應爐機組，使得核能容量在2030年增加到約27百萬瓩，或發電量佔全國之30%。

## 參看
- 核能政策（英语：Nuclear energy policy）
- 歐盟核能（英语：Nuclear power in the European Union）